# Barrage de Naussac
Le barrage de Naussac est un barrage établi sur un affluent de l'Allier, le ruisseau du Donozau, situé près de Langogne, dans le département de la Lozère, en France. 
Sa construction (1976-1980) a généré le lac de Naussac, qui a mis sous l'eau l'ancien village de Naussac et suscité des mouvements de contestation.

## Historique

### Le projet
Il est lancé par EDF au début des années 1950, puis repris en 1968 par l'agence de l'eau Loire-Bretagne. 
Il s'agit de créer une retenue d'eau d'environ 190 millions de mètres cubes en Lozère, pour assurer à la Loire un débit plus régulier. 
Le barrage est déclaré d'utilité publique en février 1976

### Le mouvement de contestation
Le projet est contesté au départ par les agriculteurs du comité de défense de la vallée de Naussac, car la cuvette prévue pour faire un lac derrière le barrage est occupée par cinquante exploitations agricoles et nourrit huit cents bovins et mille moutons.
Le mouvement prend de l'ampleur en 1976, prenant place aux côtés du mouvement contre le chantier nucléaire de Superphénix ou de la lutte contre l'extension du camp militaire du Larzac.
En juin 1976, cinq conseils municipaux du secteur des travaux démissionnent et déposent des recours en Conseil d'État. 
Un premier point culminant de la mobilisation est atteint au cours du week-end des 7 et 8 août 1976, avec la participation d'environ huit mille personnes. 
Aux élections municipales du printemps 1977, des municipalités anti-barrage sont élues à Langogne et à Naussac.
Trente à quarante mille personnes manifestent les 6 et 7 août 1977, puis environ cinq mille[pas clair]. Une messe en plein air est organisée sur un « point de rassemblement situé en plein champ, loin des villages et du chantier » rallié par de nombreux « jeunes campeurs », qui multiplient les manifestations et occupations du site, avec tracteurs et élus, « écharpe tricolore en bandoulière ». 
Parmi la dizaine de maires mobilisés, ceux de Langogne, Marvejols et Florac, ainsi que plusieurs dizaines de conseillers municipaux, autour de banderoles "Non au barrage !", "Non à l'exode !", "Nous voulons vivre au pays !" (slogan de la lutte du Larzac : Volem viure al païs), proposent une autre solution pour réguler la Loire, celle d'une succession de barrages dans les gorges de l'Allier, entre Langogne et Brioude. 

### La contestation activiste
Par deux fois, le train Paris-Nîmes est stoppé en rase campagne.
En ce qui concerne les travaux, un incendie non revendiqué vise une pelle mécanique, tandis que le siège de l'entreprise chargée des travaux est plastiqué.

### Les travaux
Mais tout cela n'aboutit à rien : le barrage est finalement construit.
La première tranche est mise en service en 1983, engloutissant le village de Naussac. 
Un nouveau village est reconstruit au-dessus du lac, à 2 km de Langogne. 
La seconde tranche, destinée à améliorer la capacité de la première, a été mise en service en 1998.
Une digue est construite au milieu de la baie situé à l'extrémité sud-est (près de Langogne), créant un petit réservoir, appelé plan d'eau du Mas d'Armand (200 m sur 500 m) séparé du reste du lac. 

## Le barrage

### Caractéristiques
Le barrage, de type enrochements - terre, présente les caractéristiques suivantes :
- Hauteur : 50 m
- Volume de la retenue : 190 000 milliers de m3
- Longueur : 240 m
- Surface de la retenue : 1050 ha
- Surface du bassin versant : 53 km²
- Altitude de la crête : 947 m

### Rôle
Le barrage de Naussac permet d'assurer en été, grâce à des lâchers d'eau, un débit suffisant de la Loire au niveau de Gien, dont la station de mesure sert de référence pour les centrales nucléaires de Belleville (Cher) et de Dampierre (Loiret). 
Il s'agit en effet d'abord de garantir le refroidissement de ces centrales en été. 
Diverses associations ont dénoncé la construction de ce barrage, ainsi que de celui de Villerest, au profit de l'industrie électronucléaire. 
La retenue d'eau de Naussac sert aussi, mais dans une moindre mesure, à l'agriculture locale en cas de sécheresse.

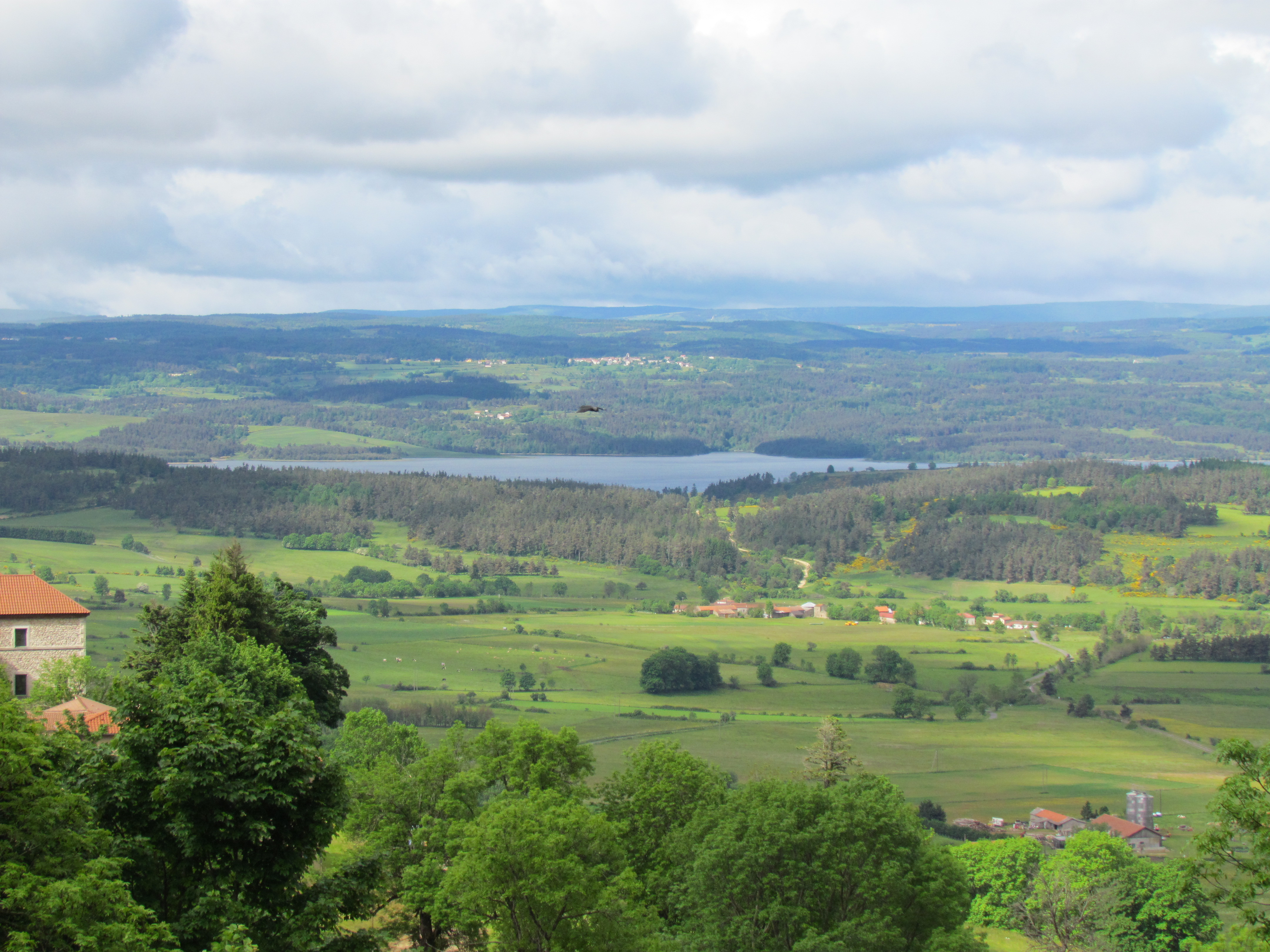
Lac de retenue de Naussac vu depuis le village de Pradelles en Haute-Loire (vue 1).
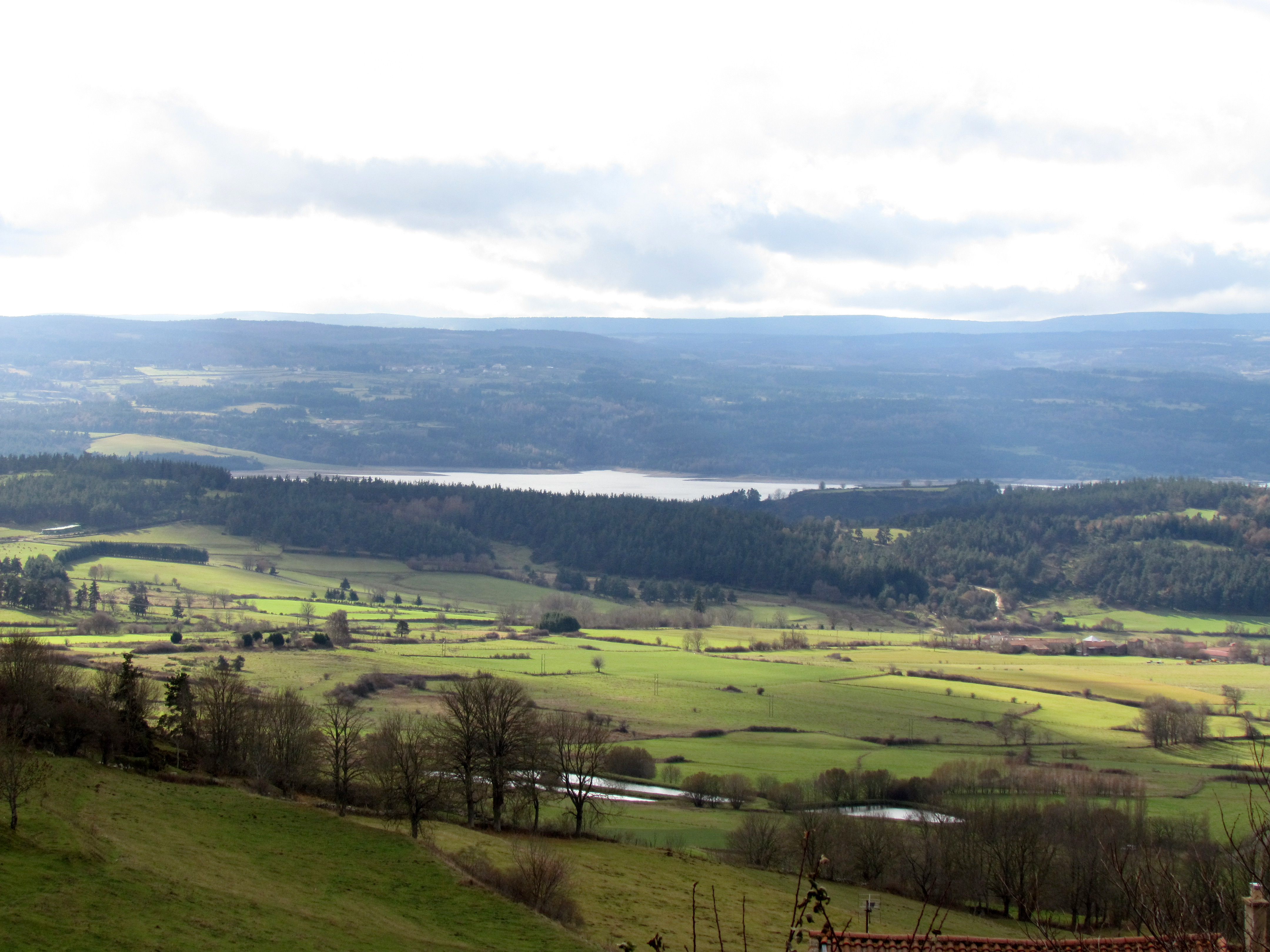
Lac de retenue de Naussac vu depuis le village de Pradelles en Haute-Loire (vue 2).